# Renato Marino Mazzacurati

Monumento a la Resistensia de los partisanos en la Piazza della Pilotta en Parma, obra de Marino Mazzacurati (1908-1969).

Marino Renato Mazzacurati (San Venanzio di Galliera, 1907-Parma, 1969), pintor y escultor italiano. De espíritu curioso, apasionado, inquieto fundador de la primera “Scuola Romana”, la que se también fue llamada “Escuela de Via Cavour”, porque sus componentes Scipione, el propio Mazzacurati y Antonietta Raphael y su marido Mario Mafai, residían en dos apartamentos, en el mismo piso de un edificio de Via Cavour. La Escuela de la Via Cavour, agrupó a artistas opuestos al conservadurismo y filofascismo del Novecento.